# Бертлен, Альбер
Альбер Бертлен (фр. Albert Bertelin; 26 июля 1872, Париж — 19 июня 1951, там же) — французский композитор.
Сын банкира Франсуа Бертлена (1841—1914). С 1893 года учился в Парижской консерватории у Теодора Дюбуа (гармония), Жюля Массне (композиция), Рауля Пюньо (фортепиано) и Шарля Мари Видора (орган). В 1902 году удостоен Римской премии второго разряда. Преподавал в консерватории, оставил четырёхтомный учебник композиции (1931—1934) и учебник контрапункта (1951).
Написал оперу «Гоитца» (Goïtza), симфонию, симфоническую поэму «Сакунтала», оратории «Под сенью Креста» (лат. Sub umbra Crucis; 1917) и «В Рождество Господне» (лат. In nativitate Domini; 1922), «Легенду о Лорелее» для голоса с оркестром, скрипичную и виолончельную сонаты, ряд мотетов и органных пьес, песни на стихи Альбера Самена и Елены Вакареску (последние Жозеф Жемен хвалил как обаятельные, выразительные и искренние). Выступал также как музыкальный критик.
Похоронен на кладбище Пер-Лашез.